# Harry Essex
Pour les articles homonymes, voir Essex (homonymie).
Harry Essex, né le 29 novembre 1910 à New York dans l’état de New York et mort le 5 février 1997 à Los Angeles en Californie, est un réalisateur, scénariste, producteur, écrivain et dramaturge américain. Il est notamment connu pour être le premier réalisateur à avoir mis en scène au cinéma le personnage du détective privé Mike Hammer. Il est également connu pour ses nombreux scénarios, notamment de films policiers et noirs écrits dans les années 1950.

## Biographie
Après avoir été diplôme de l'Université de Saint John en 1936, il travaille comme journaliste pour le The Daily Mirror et le The Brooklyn Daily Eagle. Il publie également des nouvelles dans les magazines Collier's Weekly et The Saturday Evening Post et écrit des pièces de théâtre. Sa création Something for Nothing est notamment joué à Broadway, sans succès. Il s'oriente alors vers le cinéma et participe à l'écriture du film d'horreur L'Échappé de la chaise électrique (Man Made Monster) de George Waggner.
Il est engagé dans la United States Army Signal Corps pendant la Seconde Guerre mondiale. Il quitte l'armée en 1946 et est engagé comme scénariste par la Columbia. Pour elle, il signe de nombreux scénarios de la fin des années 1940 au milieu des années 1950. Dès 1946, il écrit ainsi le scénario du film policier Boston Blackie and the Law (en) de D. Ross Lederman, l’un des nombreux films de la série consacré au détective privé Boston Blackie (en) produite dans les années 1940. Il écrit ensuite le scénario des films policiers Dragnet (en) de Leslie Goodwins et Bodyguard de Richard Fleischer.
En 1951, il s'inspire de l'émission de radio The Fat Man réalisé autour de l’œuvre de Dashiell Hammett pour signer le scénario du film policier The Fat Man de William Castle. Pour Phil Karlson, il travaille ensuite sur le film noir Le Quatrième homme (Kansas City Confidential). La même année, il utilise une histoire de Jay Dratler pour écrire le scénario d'un autre film policier, Scandale à Las Vegas (The Las Vegas Story), de Robert Stevenson.
En 1953, il adapte pour Jack Arnold une nouvelle de Ray Bradbury, travail qui donne le film Le Météore de la nuit (It Came from Outer Space). Il adapte ensuite une nouvelle d’Ivan Tors pour Fred F. Sears qui réalise le film sur la guerre froide The 49th Man (en). La même année, il passe à la réalisation avec le film policier J'aurai ta peau (I, the Jury), écrit d’après le roman éponyme de l’écrivain américain Mickey Spillane. Il s’agit de la première apparition du détective privé Mike Hammer au cinéma.
En 1955, il écrit le scénario du film d'horreur L'Étrange Créature du lac noir (Creature from the Black Lagoon) pour Jack Arnold. Il participe comme consultant aux deux suites produites par le studio Universal, La Revanche de la créature (Revenge of the Creature) du même Jack Arnold en 1955 et La créature est parmi nous (The Creature Walks Among Us) de John F. Sherwood en 1956. Il s'essaie ensuite au western avec le scénario du premier film de John Sherwood, La Proie des hommes (Raw Edge) puis signe Jicop le proscrit (The Lonely Man) de Henry Levin en 1957.
Il travaille ensuite pour la télévision en écrivant des scénarios d'épisodes pour des séries télévisées. En 1971, il réalise un troisième film, Octaman, un film de monstre avec l’actrice italienne Pier Angeli dont c’est le dernier rôle au cinéma. Il tourne un dernier film d'horreur en 1972, The Cremators (en).
Il décède en 1997 à l'âge de 86 ans et est enterré au Westwood Village Memorial Park Cemetery à Los Angeles.

## Filmographie

### Comme réalisateur

#### Au cinéma
- 1953 : J'aurai ta peau (I, the Jury)
- 1955 : Mad at the World
- 1971 : Octaman
- 1972 : The Cremators (en)

### Comme scénariste

#### Au cinéma
- 1941 : L'Échappé de la chaise électrique (Man Made Monster) de George Waggner
- 1946 : Dangerous Business (en) de D. Ross Lederman
- 1946 : Boston Blackie and the Law (en) de D. Ross Lederman
- 1947 : Desperate d'Anthony Mann
- 1947 : Dragnet (en) de Leslie Goodwins
- 1948 : Bodyguard de Richard Fleischer
- 1948 : Il marchait dans la nuit (He Walked by Night) d'Alfred L. Werker et Anthony Mann (dialogues additionnels)
- 1950 : Dangereuse Mission (Wyoming Mail) de Reginald Le Borg
- 1950 : Les flics ne pleurent pas (Undercover Girl) de Joseph Pevney
- 1950 : The Killer That Stalked New York d’Earl McEvoy
- 1951 : The Fat Man de William Castle
- 1952 : Models Inc. (en) de Reginald Le Borg
- 1952 : Scandale à Las Vegas (The Las Vegas Story) de Robert Stevenson
- 1952 : Le Quatrième homme (Kansas City Confidential) de Phil Karlson
- 1953 : La Nuit sauvage (Devil's Canyon) d'Alfred L. Werker
- 1953 : Le Météore de la nuit (It Came from Outer Space) de Jack Arnold
- 1953 : The 49th Man (en) de Fred F. Sears
- 1953 : J'aurai ta peau (I, the Jury)
- 1954 : La Caravane du désert (Southwest Passage) de Ray Nazarro
- 1954 : L'Étrange Créature du lac noir (Creature from the Black Lagoon) de Jack Arnold
- 1954 : La Police est sur les dents (en) (Dragnet) de Jack Webb
- 1955 : La Revanche de la créature (Revenge of the Creature) de Jack Arnold
- 1955 : Teen-Age Crime Wave (en) Fred F. Sears
- 1955 : Mad at the World
- 1956 : La Proie des hommes (Raw Edge) de John Sherwood
- 1957 : Jicop le proscrit (The Lonely Man) de Henry Levin
- 1965 : Les Quatre Fils de Katie Elder (The Sons of Katie Elder) d'Henry Hathaway
- 1972 : Man and Boy d'E. W. Swackhamer
- 1972 : Los amigos de Paolo Cavara

#### À la télévision

##### Téléfilms
- 1985 : Les Otages (Hostage Flight) de Steven Hilliard Stern
- 1996 : Le Météore de la nuit 2 (It Came from Outer Space II) de Roger Duchowny

##### Séries télévisées
- 1959 - 1960 : Bat Masterson, quatre épisodes
- 1959 - 1961 : Les Incorruptibles (The Untouchables), six épisodes
- 1961 - 1962 : Target: The Corruptors! (en), six épisodes
- 1963 : 77 Sunset Strip, cinq épisodes
- 1965 : Haute Tension (Kraft Suspense Theatre), deuxième saison, épisode dix-neuf Nul ne saura (Nobody Will Ever Know)
- 1965 : Jinny de mes rêves (I Dream of Jeannie), saison un, épisode neuf The Moving Finger